# لاکول، کبک
لاکول (به فرانسوی: Lacolle) شهری در منطقه شهری لو او-ریشولیو ناحیه مونترژی در استان کبک کانادا است. در سرشماری سال ۲۰۱۱ این شهر ۲٬۵۰۲ نفر جمعیت داشته‌است و مساحت آن ۴۹٫۱۷ کیلومتر مربع است.